# Bauline
Bauline is een gemeente (town) in de Canadese provincie Newfoundland en Labrador.

## Geografie
Bauline ligt op het schiereiland Avalon, in het zuidoosten van het eiland Newfoundland, en grenst aan Conception Bay. Het grondgebied van de gemeente grenst in het noorden en oosten aan Pouch Cove, in het zuidoosten aan Torbay en in het zuiden aan Portugal Cove-St. Philip's.

## Demografie
Demografisch gezien zijn de meeste kleine dorpen op Newfoundland reeds jarenlang aan het krimpen. Als onderdeel van de Metropoolregio St. John's kende Bauline de voorbije decennia echter een vrij stabiele situatie.
| Demografische ontwikkeling van Bauline tussen 1991 en 2021      |
| --------------------------------------------------------------- |
|                                                                 |
| Bron: Statistics Canada (1991–1996, 2001–2006, 2011–2016, 2021) |

### Taal, nationaliteit en etniciteit
In 2021 hadden alle inwoners van Bauline het Engels als moedertaal en was niemand er een andere taal machtig. Alle inwoners hadden daarenboven de Canadese nationaliteit.
Volgens de volkstelling van 2021 hadden zo'n 20 inwoners van Bauline een inheemse identiteit. Het betrof allemaal personen met zowel inheemse als niet-inheemse voorouders.

## Zie ook

Heuvels aan de rand van Bauline